# Minecraft: Story Mode
Minecraft: Story Mode ist ein Computerspiel des US-amerikanischen Entwicklerstudios Telltale Games aus dem Jahr 2015. Das Point-and-Click-Adventure basiert inhaltlich auf dem Computerspiel Minecraft des schwedischen Entwicklers Mojang Studios. Minecraft: Story Mode erschien im Episodenformat. Im Rahmen einer ersten Staffel wurden ab Oktober 2015 acht Folgen veröffentlicht, ab Juli 2017 folgten im Rahmen einer zweiten Staffel fünf weitere Folgen. Das Spiel erschien für zahlreiche Plattformen, darunter Personal Computer, diverse Spielkonsolen und mobile Endgeräte.
Von 2018 bis 2022 war Minecraft: Story Mode als interaktive Serie auf Netflix verfügbar. Nach der Insolvenz von Telltale Games wurde das Spiel im Juni 2019 von Online-Distributionsplattformen entfernt.

## Handlung
Der Verlauf der Handlung ist teilweise von Entscheidungen des Spielers im Spiel abhängig.

### Staffel 1
Man spielt die Hauptfigur Jesse. Er/Sie und seine/ihre vier Freunde Petra, Axel, Olivia und Lukas verehren den legendären „Orden des Steines“. Dieser besteht aus vier Abenteurern, die einst den Ender-Drachen besiegt haben: Magnus der Griefer, Soren der Architekt, Ellegaard die Redstone-Spezialistin und Gabriel der Krieger.
Als die Freunde mit ihrem Schwein Reuben die Spielemesse „EnderCon“ besuchen, entdecken sie hinter den Kulissen, dass etwas ganz Schreckliches im Gange ist. Um ihre Welt vor dem Untergang zu retten, müssen sie den „Orden des Steines“ finden und so machen sie sich auf die Suche nach den vier Helden.
Von Episode 5 bis 8 erkundet der neue Orden des Steins verschiedene Welten durch das sogenannte "Portal Network".

#### Episode 1: Der Orden des Steins
Jesse, Olivia, Axel und Jesses Hausschwein Reuben bereiten sich auf den Endercon-Bauwettbewerb vor. Ein rivalisierendes Team, die Ozelots, beleidigt Jesses Team als „Der Orden der Verlierer“. Aiden, ein Mitglied der Ozelots, schüttet absichtlich Lava auf Reubens Kostüm und setzt es in Brand, woraufhin Reuben in den Wald flieht. Jesse setzt Reuben nach.
Im Wald gelingt es Jesse, Reuben zu finden, wird aber von einer Gruppe feindlicher Mobs angegriffen. Petra kommt Jesse zu Hilfe. Nach dem Kampf zeigt sie Jesse einen Schädel, den sie aus dem Nether geholt hat, und berichtet, dass ein Mann in Endercon ihn gegen einen Diamanten eintauschen will. Jesse willigt ein, ihr bei dem Handel zu helfen.
Zurück in Endercon begibt sich Jesses Gruppe für den Diamantenhandel in eine dunkle Gasse. Dort treffen sie auf Ivor, der den Schädel in Empfang nimmt, aber als Gegenleistung nur Lapislazuli übergibt. Als Jesse und seine Gruppe den Betrug bemerken, verfolgen sie Ivor, der in die Wettbewerbshalle flüchtet.
In der Halle eröffnet Lukas, dass Ivor vorhat, einen Wither zu erschaffen, um den Kongress zu zerstören. Es gelingt Ivor, Jesses Gruppe auf die Hauptbühne zu lotsen. Als Gabriel zur Menge spricht, taucht Ivor auf und enthüllt den Wither. Dieser erzeugt einen Withersturm. Jesses Gruppe, Gabriel und Ivor ziehen sich zu Gabriels Tempel zurück, wo sich ein Portal in die Unterwelt befindet. Jesse zündet das Portal an und einige seiner Freunde gehen hindurch, aber Jesse bleibt zurück, um Petra und Gabriel im Kampf gegen den Withersturm zu unterstützen. Er wird er zusammen mit Lukas von einem Tentakel des Withersturms in das Portal geschleudert.
Im Nether wird das Portal durch den Withersturm zerstört, und Jesses Freunde treffen auf Ivor, der erklärt, dass die Minenkartbahn der einzige Weg aus dem Nether ist. Die Gruppe gelangt zu einem weiteren Portal im Nether, das sie zu einem Klippenhügel in der Überwelt führt. Am nächsten Morgen finden Jesses Freunde den Tempel, wo sich herausstellt, dass Ivor eines der Mitglieder des Ordens des Steins war, aber hinausgeworfen wurde, weil er Gabriel misstraute. Sie benutzen das Amulett, um herauszufinden, wo der Rest des Ordens ist, und der Spieler kann wählen, ob er Magnus mit Axel oder Ellegaard mit Olivia finden will.

#### Episode 2: Montage erforderlich
Die Handlung der zweiten Episode ist von der Entscheidung, einer der beiden Freunden zu folgen, am Ende der ersten Episode abhängig:

##### Entscheidung: Mit Axel Magnus suchen
Wenn der Spieler beschließt, Magnus zu finden, kehren Jesse, Axel und Reuben in den Nether zurück und gelangen zu einem Portal, das sie nach "Boom Town" führt, einem Dorf, das von Griefern überrannt wird. Jesse, Axel und Reuben entkommen nur knapp dem Ansturm der Griefers und erreichen Magnus' Versteck. Sie sprechen mit Magnus darüber, die Welt zu retten, woraufhin Magnus widerwillig zustimmt, aber nur, wenn Jesse ihn im Death Bowl besiegt, bei dem die Griefers gegen Magnus antreten, um König von Boom Town zu werden. Jesse gewinnt den Death Bowl knapp und erlaubt Magnus, mit ihnen zu kommen. Der Withersturm trifft ein und zerstört Boom Town, was Jesse, Axel, Reuben und Magnus dazu zwingt, sich durch den Nether zum Tempel zurückzuziehen.

##### Entscheidung: Mit Olivia Ellegard suchen
Wenn der Spieler beschließt, Ellegaard zu finden, kehren Jesse, Olivia und Reuben in den Nether zurück und gelangen zu einem Portal, das sie nach "Redstonia" führt, das als "Hauptstadt der Technik" bezeichnet wird. Jesse bastelt entweder einen Repeater oder stiehlt einen von Disco Mickeys Apparat und aktiviert die Treppenkontrollen wieder, was sie zu Ellegaards "Kuppel der Konzentration" führt. Drinnen treffen sie auf Ellegaard, die schon mehr als 6.451 Mal versucht hat, einen Befehlsblock zu erstellen. Sie ist überrascht, Jesse und Olivia zu sehen und glaubt, Calvin habe sie hergeschickt. Jesse unterbricht sie und sagt, dass Gabriel ihn hierher geschickt hat, und sie erinnert sich an den Orden, bevor sie sich getrennt haben. Jesse, Olivia und Reuben erklären sich bereit, ihr bei der Erstellung eines Befehlsblocks zu helfen. Beim dritten Versuch glaubt Ellegaard, dass der Befehlsblock stabilisiert wirkt, aber der Withersturm trifft ein und zerstört Redstonia, so dass Jesse, Olivia, Reuben und Ellegaard gezwungen sind, sich durch den Nether zum Tempel zurückzuziehen.
Als sie wieder im Tempel ankommen, werden sie von Gabriel bzw. Petra begrüßt, und Jesses Freunde versuchen, Soren zu finden. Ivor taucht auf der Karte auf und schockiert sowohl Jesses Freunde als auch den Orden. Sie sind sich einig, dass sie ihn aufhalten müssen, bevor er Sorens Versteck erreicht. Der Spieler entscheidet, ob er Ivor in der Nacht oder am Morgen aufsuchen will, und sie machen sich auf den Weg zu Sorens Tempel. Im Tempel kommt es zwischen Ellegaard und Magnus zu einem Streit darüber, wer den Withersturm aufhalten soll, und die beiden gehen getrennte Wege. Jesse entscheidet, ob er mit Ellegaard oder Magnus gehen soll, und Gabriel oder Petra begleiten Jesse, um mit ihm/ihr über eine private Angelegenheit zu sprechen. Es stellt sich heraus, dass Gabriel/Petra die "Wither Krankheit" vom Withersturm bekommen hat, die tödlicher ist als die von einem normalen Wither. Ein Creeper explodiert hinter ihnen und der Boden gibt den Weg zu einer Bibliothek frei, wo Jesse Ivor findet. Gabriel taucht auf, um Jesse zu helfen, und die drei bekämpfen sich mit Schwertern und Tränken. Jesses Freunde tauchen auf, um ihn aufzuhalten, aber Ivor trifft sie mit einem Trank der Langsamkeit und lässt sie zurück, so dass Ivor entkommen kann.

#### Episode 3: Am allerletzten Ort
Nachdem die Wirkung des Zaubertranks nachlässt, müssen sich Jesse und seine Freunde einen anderen Weg überlegen, um zu Soren zu gelangen. Jesse benutzt das Amulett und findet heraus, dass Soren tief unter der Erde liegt. Sie graben ein Loch zu einem Gang, der sie zu einem Mob Grinder führt. Ein Creeper sprengt einen Teil des Ganges in die Luft, wodurch das Amulett aus Jesses Händen rutscht und auf eine Plattform fällt. Nachdem er gegen einige feindliche Mobs gekämpft hat, gelingt es Jesse, das Amulett zu bergen, aber er rutscht auf dem Wasser aus und stürzt in den Tod. Glücklicherweise sprengt ein Creeper den "Grinder" gerade noch rechtzeitig in die Luft, so dass Jesse und seine Freunde sicher herunterfallen. Von dort aus werden sie von Wasserströmen in den letzten Teil des Grinders gesogen, wo sie gegen noch mehr feindliche Mobs kämpfen müssen. Nur knapp entkommen, findet die Gruppe ein Endportal und springt hinein.
Am Ende wird die Gruppe von mehreren Endermen konfrontiert, aber es gelingt der Gruppe, Soren zu finden, der eine Treppe hinaufgeht. Die Gruppe beschließt, dass die einzige Möglichkeit, zu ihm zu gelangen, darin besteht, sicher an den Endermen vorbei zu gehen, was sie auch tun. Am oberen Ende der Treppe befindet sich ein Bereich aus Wolle, aber Lukas wird wütend, weil er glaubt, dass dies der einzige Bereich ist, den es gibt. Lukas stürmt davon, während Jesse eine Geheimtür findet, die sie zu Sorens Haus führt.
In seinem Haus stoßen Jesse und Olivia auf Musik und eine Stimme hinter einer Tür. Als sie die Tür öffnen, sehen sie eine Jukebox, die eine Schallplatte abspielt. Frustriert sucht Olivia im Zimmer nach Hinweisen, während Jesse sich den Rest der Platten anhört. Auf einer der Platten ist die Rede davon, dass Soren einen Anzug angefertigt hat, um sich als Enderman zu tarnen, was Jesse später selbst herausfindet. In einem Schrank findet Jesse auch einige Blaupausen, von denen Olivia glaubt, dass sie den Endermen das Bauen beibringen sollen. Nachdem er die fünf Lehmziegel in dem Raum eingesammelt hat, geht Jesse nach draußen, um den sechsten Ziegel von einem Enderman zu nehmen, woraufhin der Enderman "frustriert" wird. Durch schnelles Handeln vollendet Jesse das Handwerksrezept, nur um von einer anderen Person in einem Enderman-Anzug niedergeschlagen zu werden. Zurück im Haus stellt sich heraus, dass es sich bei der Person tatsächlich um Soren handelt. Soren ist zunächst misstrauisch, erkennt den Orden aber sofort wieder, als Jesse das Amulett erwähnt. Gabriel oder Petra und Soren freuen sich über ihre Wiedervereinigung, aber ihre Feier wird unterbrochen, als sich Endermen in sein Haus teleportieren und sie dem Ende entkommen müssen.
Zurück in der Oberwelt benutzt die Gruppe einen Satz Minenkarren, um zurück an die Oberfläche zu gelangen. Als sie dort ankommen, sind Magnus und Ellegaard da, um der Gruppe zu helfen. Als der Withersturm naht, bitten sowohl Ellegaard als auch Magnus Jesse, ihre Rüstungen zu nehmen. Nachdem er sich für einen der beiden entschieden hat, beeilt sich Jesse, die Formidi-Bombe herzustellen. Danach wirft er/sie sie auf den Wither-Sturm, kurz bevor dieser explodiert. In der Folge wird der Withersturm für tot gehalten, aber entweder Ellegaard oder Magnus sterben ebenfalls durch einen Schlag von einem der Tentakel des Sturms. Jesse hilft dann einigen Überlebenden, findet aber heraus, dass der Befehlsblock nicht zerstört wurde, so dass der Wither Storm wieder zum Leben erwachen konnte. Überraschenderweise taucht entweder Gabriel oder Petra (die der Spieler im Tempel zurückgelassen hat) auf, um ihnen zu helfen. Es stellt sich auch heraus, dass sie an Amnesie leiden und ihre Namen vergessen haben.

#### Episode 4: Zwischen Block und Amboss
Jesse und seine Freunde sind gezwungen, sich zu Pferd in ein sichereres Gebiet zurückzuziehen, wobei sie den Angriffen des Withersturms ausweichen und unterwegs eine Brücke bauen müssen. In einer Höhle ruht sich die Gruppe aus, bevor sie wieder aufbricht. Gabriels/Petras (derjenige, der im Withersturm gefangen war) Erinnerungen beginnen zurückzukehren und erinnern sich an bestimmte Ereignisse aus früheren Episoden. Lukas verlässt vielleicht die Gruppe, um nach seiner Bande zu suchen, während der kranke Gabriel/Petra von Jesse aufgefordert wird, zurückzubleiben und sich auszuruhen. Draußen streiten sich Soren und Ivor über den Withersturm, aber es stellt sich heraus, dass der Withersturm absichtlich Gabriels Amulett verfolgte, wie Ivor es programmiert hatte, aber nicht bedachte, dass das Amulett in Jesses Hände fiel. Ivor entschuldigt sich für den Ärger, den er verursacht hat, und sagt, er habe eine Lösung, um den Befehlsblock im Inneren des Wither Storm zu zerstören. Die Gruppe akzeptiert die Idee und macht sich auf den Weg zu Ivors Labor in den Fernen Ländern. Axel und Magnus/Ellegaard nehmen das Amulett an sich und trennen sich von der Gruppe. 
Die Gruppe beschließt, sich in einem Sumpf auszuruhen und etwas zu essen zu besorgen, bevor sie wieder aufbricht. Jesse und Ivor finden eine nahegelegene Hexenhütte, deren Fenster ein Kuchen ziert, aber Ivor warnt ihn/sie, dass Hexen Unbefugte hassen. Bald darauf kommt die Hexe zurück in die Hütte und verteidigt den Kuchen, indem sie Jesse mit Tränken angreift, aber Ivor verschwindet auf mysteriöse Weise. Wenn Jesse sich dafür entscheidet, mit seinen Funden (Kartoffeln) zur Gruppe zurückzukehren, greifen die Mobs immer noch an, aber dieses Mal bleibt Ivor zurück, um sie abzulenken. Jesse und die Gruppe entkommen dem Ansturm nur knapp und erreichen die Far Lands (Die Ecke der Welt). Sie finden einen Eingang, der sie zu Ivors Labor führt, wo sie ein Labyrinth durchqueren und eine Vorrichtung aus Redstone bauen können. 
Im Labor finden Jesse und Soren die fünf Schätze des Ordens (Prismasplitter, Seelaterne, Ghastträne, verpacktes Eis und ein Drachenei) und öffnen damit eine weitere Tür, die sie in einen Raum führt, der nach dem Kampf des Steinordens mit dem Enderdrachen gestaltet zu sein scheint. Während Soren den Kampf erklärt, öffnet Jesse die nächste Tür, in der sich das Verzauberungsbuch und die Ender-Kristalle befinden, von denen Soren behauptet, sie seien während des Kampfes mit dem Ender-Drachen zerstört worden. Jesse erkennt, dass Soren bei der Geschichte gelogen hat, und er gibt zu, dass der Befehlsblock benutzt wurde, um den Drachen verschwinden zu lassen, und dass der Orden nie wirklich Helden waren, was letztlich der Grund dafür war, dass Ivor die Gruppe überhaupt verlassen hat. Ivor kehrt zurück und erklärt, dass er mit dem Withersturm nur beweisen wollte, dass der Orden falsche Helden sind. Jesse und seine/ihre Gruppe von Freunden sind völlig schockiert über diese Tortur, vergessen das aber schnell, da sie den Withersturm besiegen müssen. Ivor gibt Jesse das Verzauberungsbuch, das er braucht, um die Befehlssperre zu brechen, benutzt es für ein Diamantwerkzeug und bietet ihm eine neue Rüstung an. Nachdem alle bereit sind, machen sie sich auf den Weg zurück zum Festland, um den Withersturm zu bekämpfen. 
Zurück in Sorens Tempel versucht die Gruppe, den Wither-Sturm zu zerstören, indem sie die Endermänner provoziert, von ihm angezogen zu werden. Die Enderman sind dann in der Lage, Blöcke aus dem Wither Storm zu entfernen, wodurch ein Loch entsteht, durch das Jesse in das Innere des Sturms gelangen kann. Die Gruppe benutzt alle Gegenstände, die sie hat, um eine Erfindung zu machen, die es Jesse ermöglicht, in den Sturm zu gelangen. Die Erfindung funktioniert und katapultiert Jesse und Reuben in den Verwelkungssturm. Im Inneren des Sturms finden Jesse und Reuben den Befehlsblock. Als Jesse die verzauberte Waffe benutzt, beginnt der Befehlsblock zu zerbrechen und provoziert den Wither-Sturm, der den Befehlsblock mit Tentakeln verteidigt. Jesse wehrt zahlreiche Tentakel ab und kann den Befehlsblock ein zweites Mal schlagen, doch die Tentakel packen ihn und zwingen ihn, seine Waffe fallen zu lassen. Reuben schnappt sich die Waffe und übergibt sie Jesse, wird aber in eine Grube gestoßen. Jesse beendet den Befehlsblock ein für alle Mal und lässt den Sturm explodieren. 
Zurück auf dem Boden findet Jesse einen schwer verletzten Reuben, der in seinen Armen stirbt. Eine Woche später wird zu Hause in Oak Valley (Pre-Beacontown) eine Gedenkfeier für Reuben abgehalten, und Gabriel und Petra haben sich erholt. Gabriel kann von Jesse beauftragt werden, zu enthüllen, dass der Orden vom Stein Betrüger waren. Alle gratulieren Jesse und seiner Gruppe von Freunden, die nun als der neue Orden des Steins bekannt ist, dazu, dass sie den Withersturm aufgehalten haben. Die Gruppe bricht dann zu ihrem nächsten Abenteuer auf. 

#### Episode 5: Immer her damit!
Der neue Orden des Steins (bestehend aus Jesse, Axel, Petra, Olivia, aber nicht Lukas) kommt in einem Tempel im Dschungel an und ist auf der Suche nach einem Schatz. Nachdem sie ein Rätsel gelöst haben, gehen sie nach unten, um den Schatz (einen verzauberten Feuerstein und Stahl) zu finden, werden aber von feindlichen Mobs umzingelt. Nur knapp dem Tod entronnen, beschließt der Orden, Ivor aufzusuchen, um mit ihm über den gefundenen Feuerstein und Stahl zu sprechen. Auf dem Rückweg werden sie von den Blaze Rods (ehemals die Ocelots und jetzt ohne Lukas) unterbrochen, die über den Orden und ihr ehemaliges Mitglied Lukas lästern. Nachdem Jesse ihnen gedroht hat, sie zu bekämpfen, hören sie auf, sie zu belästigen und gehen in den Dschungel, wobei Aiden Jesse warnt, dass es nicht immer so bleiben wird.
Zurück zu Hause wird Ivor beim Bau eines Lavahauses angetroffen, das von seinen Mitbürgern als "unsicher" eingestuft wird. Der Spieler kann entscheiden, ob das Haus erhalten bleiben soll oder ob es von den Bürgern abgerissen werden soll. Nichtsdestotrotz treffen sich Ivor, Petra, Jesse und Lukas in der Schatzkammer des Palastes des Ordens. Ivor wird der verzauberte Feuerstein und Stahl gezeigt, als er feststellt, dass er sie zur Eversource führen kann. Ohne Zeit zu verlieren, machen sie sich alle auf den Weg zurück zum Tempel und finden ein Portal, aber als sie es entzünden, treten die Blaze Rods zuerst durch das Portal, gefolgt von Jesse, Lukas, Petra und Ivor.
Das Portal bringt die vier (Jesse, Lukas, Petra und Ivor) auf eine Insel im Himmel, die sich in der Nähe von "Sky City" befindet, einer Stadt, in der das unerlaubte Bauen verboten ist. Nichtsdestotrotz bauen die vier eine Brücke aus Erde, um nach Sky City zu gelangen. Dort treffen sie auf Milo, eine bekannte Person aus Sky City. Bevor sie Informationen über den Verbleib der Blaze Rods erhalten können, wird die ganze Stadt zu einer Krisensitzung einberufen. Isa, der Gründer von Sky City, droht damit, Jesse wegen des Baus der Brücke zu verhaften, aber Ivor beschließt, sich stattdessen zu stellen.
Wenn der Spieler mit Ivor geht, stellen sich auch Jesse und Lukas und treffen sich mit dem Gründer. Jesse unterhält sich mit dem Gründer und erklärt ihm, warum sie keine Kriminellen sind. Trotzdem schickt der Gründer alle drei ins Gefängnis, aber Reginald sieht, dass sie keine Kriminellen sind und die Blaze Rods aufhalten wollen, also lässt er sie frei, um Aiden aufzuhalten.
Wenn der Spieler sich für Milo entscheidet, wird Lukas trotzdem gefangen genommen, und Jesse und Petra gehen in einen geheimen Raum im Gasthaus, in dem sich der Build Club befindet. Es wird auch enthüllt, dass Milo der Anführer des Clubs ist, aber damit die Baumeister sicher sein können, dass sie "Baumeister" sind, muss Jesse entweder einen Amboss, einen Eisengolem oder Eisenstiefel herstellen. Milo, Jesse und Petra machen sich dann auf den Weg zum Palast, um die Blaze Rods aufzuhalten.
Im Thronsaal treffen sich alle fünf und machen sich auf den Weg zum Ressourcenraum, in dem Truhen mit Spawn-Eiern aufgereiht sind. Die Gruppe findet erfolgreich die Eversource, die sich als Huhn entpuppt, das Spawn-Eier herstellt. Isa und Aiden tauchen auf, um sie aufzuhalten. Die Blaze Rods verraten Isa und stoßen Jesse und Isa (und auch Lukas, wenn der Spieler ihm nicht hilft, gegen Aiden zu kämpfen) von einem Vorsprung in die Leere. Isa ist jedoch überrascht, dass es unterhalb von Sky City Land gibt, und entschuldigt sich bei Jesse für die vorherigen Probleme. Daraufhin machen sich Jesse und Isa auf den Weg nach Sky City, um Aiden aufzuhalten (wenn Lukas heruntergestoßen wurde, muss er hier bleiben, um sich von seiner Verletzung zu erholen).
Zurück in Sky City lassen die Blaze Rods Hunderte von Mobs wie Ghasts und Zombies auftauchen, um die Stadt zu zerstören, aber Jesse und Isa gehen mit Leichtigkeit durch sie hindurch. Ivor gibt Jesse einen Trank nach Wahl des Spielers, damit er an den beiden anderen Mitgliedern der Blaze Rods vorbeikommt und sich mit Aiden trifft. Aiden bringt zwei Blazes hervor, um Jesse aufzuhalten, aber sie werden mit Leichtigkeit getötet. Aiden und Jesse liefern sich daraufhin einen Schwertkampf, bei dem Jesse die Oberhand behält und Aidens Schwert wegschlägt. Als Aiden sein Schicksal erkennt, bleibt ihm nichts anderes übrig, als sich zu ergeben und Jesse den verzauberten Feuerstein und Stahl zurückzugeben. Jesse hat die Wahl, Aiden über den Rand von Sky City zu schicken, vor ihm wegzulaufen oder ihn mitzunehmen (alle Möglichkeiten außer der, Aiden mitzunehmen, führen dazu, dass Aiden einen Wasserfall hinunterstürzt).
Zurück am Eingang von Sky City haben die Bürger keine andere Wahl, als den Wasserfall hinunter zu stürzen und sind überrascht von dem, was sie sehen. Sowohl Isa als auch Milo wollen die volle Macht über die Menschen haben, aber es liegt am Spieler zu entscheiden, ob Milo die Macht haben soll, Isa die Macht haben soll oder ob beide sich die Macht teilen sollen. Aiden und die Blaze Rods werden formell verhaftet, während Isa Jesse die Krone von Eversource als Zeichen der Dankbarkeit überreicht. Die vier machen sich dann auf den Weg nach Hause, aber das Portal führt sie stattdessen in ein Gebiet, in dem es Dutzende verschiedener Portale gibt den "Portal Hallway".

#### Episode 6: Ein Portal ins Mysterium
Eines der Portale führt die vier (Jesse, Lukas, Petra und Ivor) zu einem Friedhof. Auf einem der Grabsteine liegt ein Buch, das eine Einladung zur Villa des Gastgebers ist. Die Gruppe wird daraufhin von Hunderten von Zombies umzingelt, aber sie entkommen und schaffen es bis zum Herrenhaus.
In der Villa ist die Vordertür verschlossen, also gehen die vier hinten herum und gelangen durch ein Küchenfenster hinein. Drinnen treffen sie auf die YouTuber TorqueDawg und CaptainSparklez. Plötzlich stirbt TorqueDawg, nachdem er von einem Pfeil getroffen wurde, der aus einem Automaten geschossen wurde. Daraufhin begrüßt LDShadowLady die Gruppe, und sie begeben sich alle in die Haupthalle. Dort treffen sie Cassie Rose (zusammen mit ihrer Hauskatze Winslow), DanTDM, Stampy Cat und stacyplays, und sie gehen alle in den Speisesaal.
Im Speisesaal erzählt CaptainSparklez allen, dass TorqueDawg gestorben ist, und Jesse darf ihnen die Todesursache zeigen. Danach kann Jesse jeden nach Informationen über TorqueDawgs Verhalten und Persönlichkeit fragen. CaptainSparklez erzählt Jesse dann, dass TorqueDawg auf der Suche nach einem "seltenen Gegenstand" war - dem verzauberten Feuerstein und Stahl. Jesse zeigt CaptainSparklez den verzauberten Feuerstein und Stahl, den er hat, oder auch nicht, und CaptainSparklez teilt allen mit, dass sie hierher gebracht wurden, weil jemand ihn hat. Plötzlich fällt CaptainSparklez in eine Grube und stirbt durch Ersticken. Dann geht das Licht aus, und eine Gestalt mit einem weißen Kürbis auf dem Kopf erscheint. Der Weiße Kürbis teilt allen mit, dass er auf der Suche nach dem Schatz ist, den er begehrt (der verzauberte Feuerstein und Stahl), und dass er nicht ruhen wird, bis er ihn hat, selbst wenn er andere ermorden muss. Cassie Rose versucht zu fliehen, aber das Herrenhaus ist von Zombies umzingelt. Jesse und Lukas untersuchen daraufhin das Esszimmer und finden vier Knöpfe auf dem Esstisch. Sie finden auch heraus, dass der Weiße Kürbis im besagten Raum mit Hilfe eines Rüstungsständers mit einer Jukebox als Stimme hergestellt wurde, wahrscheinlich zur Ablenkung.
Jesse verhört dann vier Verdächtige, die wahrscheinlich der Weiße Kürbis sind: DanTDM, LDShadowLady, Stampy Cat und Lukas. DanTDM behauptet, dass der Feuerstein und der Stahl ihm gehören, dass er noch nie Pfeilspitzen gesehen hat und dass er ein Redstone-Anfänger ist. Er wendet sich an Lizzie, um Informationen über Trank zu erhalten, und an Stampy, um Informationen über Rotstein zu erhalten. LDShadowLady will den Feuerstein und den Stahl, behauptet, dass sie eine fortgeschrittene Redstone-Anfängerin ist und weiß, was Pfeilspitzen sind. Sie glaubt, dass Stampy Feuerstein und Stahl stehlen könnte, und sie wendet sich auch an ihn, um Informationen über Tränke und Redstone zu erhalten. Stampy will die Feuersteine und den Stahl nicht, behauptet, dass DanTDM seine Behauptung erfunden hat und dass er nie Pfeilspitzen gesehen hat. Er wendet sich an LDShadowLady, um Informationen über Zaubertrank zu erhalten. Stampy lügt jedoch in Bezug auf Rotstein und behauptet, er sei ein Rotstein-Anfänger, während er in Wirklichkeit der Tri-Block-Champion war. Danach kann Jesse jemanden beschuldigen, der Weiße Kürbis zu sein, oder stattdessen zu dem Schluss kommen, dass es nicht genug Beweise gibt, um jemanden zu verdächtigen, es zu sein. Lukas behält die fünf im Auge, während Jesse, Petra und Ivor die Küchenfalle untersuchen.
In der Küche durchstößt Jesse ein Gemälde an der Wand und legt einen Durchgang mit einem Hebel frei, der angeblich den Pfeilspender steuert. Jesse erkennt, dass der Weiße Kürbis den Durchgang benutzt, um sich heimlich in der Villa zu bewegen. Die drei gehen durch den Durchgang in die Bibliothek, die mit Dutzenden von Spinnen gefüllt ist. Je nachdem, wen man angreift, werden entweder DanTDM oder LDShadowLady von den Spinnen getötet oder vom Weißen Kürbis ermordet. Jesse und Lukas rennen dann dem Weißen Kürbis zur Ostseite des Hauses hinterher, bevor er Lukas die Maske aufsetzt. Mit dieser Maske auf dem Kopf wird Lukas von den anderen fälschlicherweise für den Weißen Kürbis gehalten. Lukas wird verhört, während Jesse und Petra Beweise finden, die Lukas' Unschuld beweisen. Jesse und Petra finden dann einen geheimen Eingang zum Keller des Herrenhauses.
Im Keller finden Jesse und Petra ein Transportsystem für Gegenstände, eine Farm für weiße Kürbisse und einen zentralen Knotenpunkt für den Weißen Kürbis. Dieser Knotenpunkt enthält Informationen über Tränke, Truhen mit den Vorräten der Verstorbenen, einen See und Dutzende von Kattas. Daraus schließt Jesse, dass es sich bei dem Weißen Kürbis um Cassie Rose handelt, die ein Geständnis ablegt. Gerade als sie sie angreifen wollen, tappt Cassie in ihre eigene Falle und wird für tot gehalten. Daraufhin verlassen die sieben das Haus, wobei sich drei Personen von dem neuen Orden des Steins trennen. Das Portal, das sie anzünden, ist ein Blindgänger, durch den sie in eine Grube fallen. Darin befinden sich mehrere Endermiten. Der Weiße Kürbis (Cassie Rose) ist gar nicht tot, und sie löst die Falle aus. Petra, Lukas und Ivor können sich in Sicherheit bringen, während Jesse und der Weiße Kürbis um den verzauberten Feuerstein und Stahl kämpfen. Jesse gewinnt schließlich die Oberhand und stößt den Weißen Kürbis in ihre eigene Falle. Der Spieler kann wählen, ob er Winslow niederwirft oder weggeht, und der neue Orden des Steins verlässt das Spiel durch das eigentliche Portal.
In einer Szene nach der Episode informiert ein wahrscheinlich wiederbelebter CaptainSparklez den Spieler über das nächste Abenteuer der Gruppe.

#### Episode 7: Zugang verweigert
Eines der Portale führt die vier (Jesse, Petra, Ivor und Lukas) in ein Mesa-Biom. Von dort aus finden Jesse und Petra einen vermeintlichen "Superzombie" und töten ihn. Danach kommen mehrere "Superzombies" auf die Gruppe zu und geben Jesse, Lukas, Ivor und Petra zu verstehen, dass sie ihnen folgen sollen. Die "Superzombies" führen die vier dann nach Crown Mesa, einer Stadt, die von geistlosen Menschen mit roten Chips am Hinterkopf überrannt wird. Jesse konfrontiert Harper, von der man annimmt, dass sie hinter all dem steckt, aber sie entkommt, und die vier werden von den Stadtbewohnern zu PAMA (Prototype Autonomous Management Agent) gebracht, einer künstlichen Intelligenz aus Redstone, der alles, was die gleichen Chips wie die Stadtbewohner im Kopf hat, kontrolliert (was sie "nützlich" macht).
PAMA heißt die vier in Crown Mesa willkommen, findet aber heraus, dass die vier nicht von dort stammen. Daraufhin stellt es ihnen Fragen darüber, wie sie hierher gekommen sind und wie ihre Welt aussieht, aber es macht Petra und Lukas trotzdem "nützlich". Als Jesse gerade dabei ist, sich "nützlich" zu machen, können er/sie und Ivor entweder ein unlösbares mathematisches Problem, ein Logikrätsel oder ein Rätsel verwenden, um PAMA zu verwirren und die Macht abzuleiten. Anschließend fliehen die beiden zusammen mit Harper in ihr Geheimlabor. Auf dem Weg zu ihrem Geheimlabor finden Jesse und Ivor heraus, dass Wasser die Chips zerstört, mit denen PAMAs Handlanger gesteuert werden. Am Eingang werden Jesse, Ivor und Harper von PAMAs Gefolgsleuten konfrontiert, zu denen auch Petra und Lukas gehören. Jesse kann entweder Petra oder Lukas entchippen, indem er sie oder ihn ins Wasser stößt. Harper gibt Jesse eine Rose, die er "Harry" (einer leblosen Gestalt mit Zombiekopf und Jukebox-Stimme) schenken soll, bevor sie von demjenigen entführt wird, den Jesse nicht entchipt hat.
Im Geheimlabor gibt Jesse "Harry" eine Rose, entfernt Eis aus "Margarets" Herz und gibt einem anderen von Harpers "Freunden" eine Redstone-Fackel. Damit kann Jesse ein Headset benutzen, um einen von PAMAs Handlangern zu kontrollieren, aber auch zu einem anderen wechseln, wenn er/sie umzingelt wird. Auf diese Weise wird verhindert, dass Harper "nützlich" gemacht wird. Harper weist dann Jesse an, sich zum zentralen Kern von PAMA zu begeben und das Redstone Heart zu entfernen; kurz darauf wird Harper von PAMAs Handlangern weggetragen. Die drei (Jesse, Petra/Lukas und Ivor) begeben sich daraufhin zum zentralen Kern von PAMA.
Im Inneren des Kerns konfrontiert PAMA Jesse mit seinen Gefolgsleuten, die jedoch mit Leichtigkeit getötet werden. Jesse schüttet dann Wasser auf die Redstone Blöcke, die mit dem Herz verbunden sind, um es zu stoppen. Gerade als Jesse das Redstone Heart entfernen will, wird er/sie von Petra/Lukas (der Person, die der Spieler zuvor gechipt zurückgelassen hat) konfrontiert, aber Jesse kämpft gegen sie/ihn und kann das Redstone Heart entfernen, wodurch PAMA effektiv ausgeschaltet und seine Gefolgsleute von seiner Kontrolle befreit werden. Die Gruppe feiert dann mit den Bewohnern von Crown Mesa, bevor sie in den Portalraum zurückkehrt.
Im Portalraum erzählt Harper den Vieren, dass sie und einige andere einen Atlas erstellt haben, um die Routen zwischen den Portalwelten aufzuzeichnen. Sie sagt, dass sie ihn nicht hat, aber jemanden kennt, der ihn hat, und zeigt eine Treppe.

#### Episode 8: Das Ende der Reise?
Die fünf (Jesse, Petra, Lukas, Ivor und Harper) gehen die Treppe hinauf zu einer Tür. Harper stößt dann Jesse, Petra, Lukas und Ivor von der Plattform, und sie fallen in ein laufendes Spiel mit Spleef. Nachdem Ivor/Petra und Lukas gestorben sind (je nachdem, wer gerettet wurde), beginnt Jesse, sein Schwert zu benutzen, was, ohne es zu wissen, illegal ist. Hadrian, Otto und Mevia (der Rest der Alten Baumeister) fordern den Abbruch des Spiels und informieren Jesse über die "Spielregeln". Glücklicherweise tauchen Lukas und Ivor/Petra wieder auf, als sie gezwungen werden, "in den Minen zu arbeiten", und Jesse und Ivor/Petra dürfen im Dorf des Konkurrenten bleiben.
Im Dorf der Konkurrenten versuchen Jesse und Ivor/Petra, mit den anderen Konkurrenten zurechtzukommen, wobei einige von ihnen eine Legende namens Tim erwähnen, der angeblich als Einziger die Spiele gewinnen konnte. Nachdem er für Facemeat, einen der Gladiatoren, ein Stück Brot besorgt hat, lässt er Lukas und Ivor/Petra aus den Minen heraus. Harper und Otto tauchen ebenfalls auf und teilen den Vieren (Jesse, Lukas, Petra und Ivor) mit, dass sie auf ihrer Seite stehen, woraufhin die vier sich zur Nachtruhe begeben.
Am nächsten Morgen nehmen Jesse und Petra/Ivor am nächsten Tag der Spiele teil. Das grüne Team ruft zu einem Waffenstillstand auf, den Jesse entweder annehmen oder ablehnen kann. Die Spiele beginnen dann mit einem Rennen, das die Teilnehmer schließlich in die Gladiator Junction führt, ein Gebiet, das von Gladiatoren überrannt wird. Jesse schafft es gerade noch, lebend herauszukommen und kann Nell, einem Mitglied des grünen Teams, zum Sieg verhelfen. Jesse weiß nicht, dass Emily, die ebenfalls zum grünen Team gehört, mit Hadrian eine Abmachung getroffen hatte, um Jesse zu eliminieren, aber sie hat sich nicht daran gehalten. Jesse wird dann von Slab, einem der Gladiatoren, aufgefordert, sich mit Hadrian zu treffen, und Jesse gehorcht widerwillig.
Am nächsten Morgen nehmen alle am letzten Tag der Spiele teil, mit "The Walls". Jesse wird in einen Bereich geworfen, der im Grunde nur aus Erde und Schotter besteht. Nachdem die Mauern gefallen sind, schließen sich die Teilnehmer zusammen, und die Gladiatoren laufen über, so dass Jesse und die anderen Teilnehmer den Sieg erringen. Gerade als Otto Jesse den Atlas geben will, fangen Hadrian und Mevia Otto mit Obsidian ein und kämpfen gegen Jesse. Glücklicherweise gewinnt Jesse dank "Tims Rüstung", und Jesse erhält zu Recht den Atlas. Otto plant, die Spiele wieder lustig zu machen, und Jesse kann Emily überzeugen, nach Hause zu gehen, Otto bei den Spielen zu helfen oder sich ihm anzuschließen. Die sechs (Jesse, Axel, Petra, Lukas, Olivia und Ivor) gehen dann nach Hause und stellen ihre Souvenirs aus. Als sie gerade gehen wollen, bemerken Jesse und Lukas, dass Ivor mit dem Atlas und dem verzauberten Feuerstein und Stahl weggelaufen ist, und Jesse kann sich entscheiden, ob er ihm nachgehen oder ihn in Ruhe lassen soll.
In einer Post-Credits-Szene tauchen Hadrian und Mevia in einer Felsenwelt mit hühnergroßen Zombies bzw. zombiegroßen Hühnern auf (je nachdem, welche Entscheidung Jesse in der ersten Folge getroffen hat). Da sie beide keinen Ausweg sehen, entbindet Hadrian Mevia von ihren Pflichten als Vollstreckerin.

### Staffel 2
In der zweiten Staffel findet Jesse einen geheimnisvollen Handschuh. Während er versucht diesen loszuwerden erfährt er Dinge die er sich niemals hätte träumen können.

#### Episode 1: Hauseigener Held
Die Geschichte beginnt damit, dass Lukas einen noch nicht abgeschlossenen Roman über die gefährlichen Abenteuer von Jesse und seinen/ihren Freunden erzählt, einschließlich ihrer immensen Popularität. Als Lukas seine Erzählung beendet, äußern Jesse, Axel und Olivia konstruktive Kritik an dem Roman, und Lukas stimmt zu, dass einige Bereiche verbessert werden können. Radar, Jesses Assistent, taucht danach auf. Die fünf verlassen daraufhin den Ordenspalast und gehen getrennte Wege, um sich auf die verschiedenen Feierlichkeiten zum Gründungstag vorzubereiten, während Radar bei Jesse bleibt und ihm bei verschiedenen Aufgaben in Beacontown hilft, die der Spieler auswählen kann, z. B. eine Statue für Nell anzufertigen und auszuwählen, welches Schwein Reuben für einen Festwagen darstellen soll. Nachdem er diese Aufgaben erledigt hat, macht sich Jesse auf den Weg zu den Minen, um Petra zu treffen, und überlässt Radar vorerst die Verantwortung. 
In den Minen trifft Jesse auf Petra und beide kämpfen gegen einige Zombies. Petra jagt Jesse dann durch den Minenschacht, um ein "mysteriöses Monster" zu finden, das sich als Lama entpuppt (später stellt sich heraus, dass es Lluna heißt). Die beiden fangen das Lama schließlich ein, finden aber auch einen seltsamen Handschuh auf einer Pyramide, der Jesses Namen flüstert. Die Pyramide, auf der sie stehen, stürzt ein und offenbart einen bodenlosen Abgrund. Jesse und Petra handeln schnell, verschließen die Grube und entkommen durch ein Loch. An der Oberfläche hinterlässt Jesse ein Schild mit einer Warnung nach Wahl des Spielers, und die beiden machen sich auf den Weg nach Champion City, um Stella das Lama im Austausch gegen Petras goldenes Schwert zurückzubringen.
In Champion City treffen die beiden auf Stella und geben ihr das Lama zurück. Stella teilt Petra dann mit, dass das "Abenteuer" ein Schwindel war und sie jetzt in Champion City lebt, sehr zum Leidwesen von Jesse. Die beiden (Jesse und Petra) sind der Meinung, dass die einzige Möglichkeit, die Rechnung zu begleichen, darin besteht, das goldene Schwert zu "stehlen", und sie tun dies, indem sie entweder gegen die Leibwächter kämpfen oder sich durch den Welpenzwinger einschleichen. Die beiden machen sich dann auf den Weg zu Stellas Schatzkammer, wo sie feststellen, dass Petras goldenes Schwert fehlt. Stella taucht unbeholfen auf, akzeptiert die Niederlage und gibt Petra ihr Schwert zurück. Als sie gehen, teilt Stella ihnen mit, dass diese Begegnung ein wichtiger Tag für ihre "Rivalität" war.
Auf dem Rückweg nach Beacontown explodiert die Grube, die Jesse und Petra abgedeckt haben, und spuckt aufgeladene Kriechtiere aus, die die beiden jedoch mit Leichtigkeit abwehren, bevor sie die Grube wieder abdecken. Die beiden machen sich dann direkt auf den Weg nach Beacontown, um sich mit Jack, einem ehemaligen bekannten Schatzsucher, in seinem Laden in der Bad Luck Alley zu treffen. Jack spricht mit Jesse über den Handschuh und stellt ihnen auch Nurm vor, Jacks rechte Hand bei der Herstellung von Karten. Jack weigert sich zunächst, ihnen zu helfen, nimmt aber schließlich ihr Angebot an. Die vier holen sich dann eine Rüstung aus dem Ordenspalast (während sie ihr Bestes tun, um Radars Geplapper über die Vorbereitungen zum Gründungstag zu ignorieren), und der Spieler kann wählen, ob er Radar während ihrer Abwesenheit zum Anführer machen will oder nicht.
Auf dem Weg zum Ozeantempel informiert Jack sie darüber, dass das Ozeanmonument von einer Kreatur namens "der Admin" geleitet wird, die nach ihren eigenen Regeln spielt. Die vier ziehen sich daraufhin Wasserhelme an, schwimmen zum Ozeanmonument und gehen hinein. Dort finden sie einige ältere Wächter und töten sie mit Leichtigkeit. Jesse schließt dann einen Türrahmen und befreit gleichzeitig Vos. Jack ist überrascht, Vos lebend zu sehen, und die fünf schaffen es in den Hauptteil des Tempels. Schließlich finden die fünf die beiden Strukturblöcke (der Spieler kann sich nur für einen der beiden entscheiden) und kämpfen gegen verschiedene Heckmäuler, darunter auch "der Admin". Der Spieler kann wählen, ob er Petra oder Jack helfen will, und die fünf schaffen es gerade noch so, zu überleben. Zurück in Beacontown schließt Jesse die Grube mit dem Strukturblock, und die fünf feiern den Gründungstag. Gerade als die Feierlichkeiten beginnen sollen, ist "der Admin" hinter Jesse her und schwört, ihn zu vernichten.
In einer Post-Credits-Szene schreibt Lukas gerade den Roman, als er sieht, wie "der Admin" auf Beacontown zusteuert. Er zieht sich schnell um und reitet auf seinem Pferd in Richtung Beacontown.

#### Episode 2: Gewaltige Konsequenzen
"The Admin" trifft Jesse in Beacontown, und die beiden kämpfen gegeneinander, nachdem sie die Zeit von Tag auf Nacht umgestellt und dabei einen Teil von Beacontown zerstört haben. "Der Admin" nimmt Jesse auch den Strukturblock weg und verschluckt ihn ganz. Gerade als "The Admin" Jesse ganz verschlingen will, lenkt Lukas ihn mit einem Bogen ins Auge ab und rettet Jesse vor dem sicheren Tod. Jesse erkennt, dass das Symbol auf dem Kopf von "The Admin" dasselbe Symbol war, das auf den Heckmäulern im Ozeantempel zu sehen war, und Jesse erkennt, dass die Zerstörung des Symbols die einzige Möglichkeit ist, "The Admin" zu vernichten. Ohne Zeit zu verlieren, nimmt Jesse Lukas' Pferd, klettert auf "den Admin" und tötet ihn, wobei er eine riesige Uhr fallen lässt, die Jesse benutzt, um die Sonne aufgehen zu lassen. 
In der Folgezeit setzen Jesse und die anderen alles daran, Beacontown wieder aufzubauen, und Jesse kann wählen, ob er Lukas oder Radar den Titel "Clockmaster" geben will, was im Grunde bedeutet, dass er den ganzen Tag auf eine riesige Uhr aufpassen muss. Dann trifft sich Jesse mit Jack und Vos, die ihm ungewollt mitteilen, dass sie sich mit Nurm und Petra auf ein neues Abenteuer einlassen werden, sehr zum Missfallen von Jesse. Plötzlich sehen Jesse und Petra, wie in Beacontown Schneeflocken fallen, von denen eine im Handschuh schmilzt und "der Admin" sich als Schneemann entpuppt. Der Schneemann stellt Jesse vor eine Herausforderung: Beacontown wird so lange dunkel und von feindlichen Mobs umzingelt bleiben, bis Jesse die riesige Uhr zurückerobert, die sich laut Schneemann "auf der Spitze meines fantastischen, fantastischen, super-tödlichen Eispalastes der Verzweiflung" befindet. Jesse und zahlreiche andere wehren zahlreiche Streuner und Zombies ab, und die Gruppe (bestehend aus Jesse, Petra, Lukas, Radar, Jack und Vos) macht sich auf den Weg zum Eispalast. Auf dem Weg zum Eispalast trifft die Gruppe auf Lluna und Stella, die wieder einmal über ihre "Rivalität" sprechen. Die Gruppe ignoriert sie, und schließlich schließt sie sich ihnen an, um "ein Auge auf sie zu haben". Stella enthüllt dann, dass Radar ursprünglich zu Stellas Inventarverwaltungsteam gehörte, und besteht darauf, dass Jesse darauf achtet, dass Radar nicht zu viel Führung hat.
Im Eispalast lässt der Schneemann die Gruppe in die Grube fallen, und Jesse kann wählen, ob er mit Lukas oder Petra gehen will, um die Uhr zu finden. Die Gruppe landet schließlich in einem achterbahnähnlichen Labyrinth und trifft erneut auf den Schneemann, der die Gruppe (bestehend aus Jesse, Lukas und Radar oder Jesse, Petra, Jack und Vos) vor verschiedene Herausforderungen stellt, z. B. einen Schießstand, Parkour und einen Kampf mit einem riesigen Schneegolem. Die Verwaltung besteht jedoch darauf, dass nur eine Person gewinnen darf, und schickt Radar in eine weitere Herausforderung, während Vos zufällig verschwindet. Die Gruppe bahnt sich dann mit einer Diamantspitzhacke den Weg nach draußen und trifft auf zahlreiche Endercreeper. Jesse kann dann wählen, ob Petra oder Jack die Uhr holen soll, und ob Stella mitkommen oder sie in Ruhe lassen soll. Jack schafft es bis zur Uhr und zerstört sie, wodurch die Welt wieder in die normale Zeit zurückkehrt. Jack besteht darauf, Vos zu finden, und die Gruppe hilft Jack, ihn zu finden. Plötzlich stellt sich heraus, dass Vos tatsächlich der Admin ist, und er besteht darauf, sich mit Stella zusammenzutun (nur wenn der Spieler sie mitkommen lässt). Der Admin teleportiert Jesse dann in ein Gefängnis.
In einer Post-Credits-Szene erzählt der Wärter dem Spieler, dass der Admin Leute hierher schickt, weil er "besondere Pläne" für sie hat, und dass die Leute "auch nicht sehr nett" sind. Die Szene schneidet dann auf den Gefangenen X, der bösartig lacht.

#### Episode 3: Gefängnishaus-Block
Jesse wird in ein Gebiet voller Obsidian und Lava teleportiert, wo er über eine Freisprecheinrichtung aufgefordert wird, einer "orangefarbenen Linie" zu einer "Check-in-Zone" zu folgen. Jesse tut dies, und die Leitung führt ihn zu einem Ort, der als Sunshine Institute bekannt ist. Der Direktor begrüßt Jesse und erklärt ihm, dass das Institut eigentlich eine Erziehungsanstalt für "schwierige Menschen" ist. Petra / Jack tauchen ebenfalls auf und greifen sowohl den Direktor als auch Big Hank an, was Jesse etwas Zeit zur Flucht verschafft. Die beiden liefern sich dann ein Wettrennen mit mehreren Mitarbeitern und Big Hanks, um "The Burrows" zu erreichen, werden aber bald von einem Big Hank gefangen genommen. Der Gefängnisdirektor schickt Petra/Jack in den "Mush Room" und Jesse in sein Büro.
Im Büro des Gefängnisdirektors stellt dieser Jesse Radar und Nurm vor und unterstellt Radar dem "eisernen Atem", und der Spieler kann wählen, ob er für den Direktor als Mitarbeiter arbeiten möchte oder nicht. Stella taucht ebenfalls auf und teilt dem Aufseher mit, dass er Jesse vor "Ärger" bewahren soll, wobei sie noch einmal ihre "Rivalität" erwähnt. Die drei (Jesse, Stella und Radar) begeben sich dann zum "Mush Room", der im Grunde genommen aus Betonzellen mit einem "Innenhof" besteht. Dort treffen sie Bigbst4tz2, Jesse unterhält sich mit zahlreichen "Gästen" und kann Radar einen Keks/Pilzeintopf geben. Plötzlich bricht Gefangener X (der sich als Xara entpuppt) aus, und Bigbst4tz2 weist die vier (Jesse, Radar, Petra / Jack und Nurm) an, sich in einer Zelle in Sicherheit zu bringen. Petra / Jack erklären Jesse, dass Xara in einer Zelle tief unter der Erde eingesperrt ist, und Jesse glaubt, dass Xara und sie zusammenarbeiten müssen.
Zurück im "Hof" glaubt Jesse, dass er befördert werden kann, wenn er herausfindet, ob Oxblood etwas gegen die Regeln verstößt, und es gelingt ihm, Oxblood zu finden, der einen Moospilz gefangen hält. Der Aufseher erklärt Jesse dann, dass er/sie den Moospilz scheren muss, um befördert zu werden. Je nachdem, ob man sich dafür entscheidet, den Moospilz zu scheren oder nicht, werden Jesse (allein, wenn man ihn schert) und die vier (nur, wenn man ihn nicht schert) zu den Zombieminen gebracht, einem Gebiet, in dem "Gäste" Zombies für verrottetes Fleisch ernten. Jesse entdeckt, dass ein Redstone-Schaltkreis mit Xaras Zelle verbunden ist, und kommt zu dem Schluss, dass ein Hebel hergestellt werden muss, um ihn zu umgehen. Jesse kann einen Waffenstillstand mit Stella schließen, wenn der Spieler sich dazu entschließt, und ist in der Lage, den Schaltkreis zu Xaras Tür zu umgehen. Gerade als Jesse Xaras Zelle betreten will, taucht der Admin auf, bestraft die Wärterin und befiehlt Jesse, gegen Petra / Jack zu kämpfen. Der Kampf endet unentschieden, nachdem sich die beiden zusammengetan haben, um gegen den Admin vorzugehen. Plötzlich tarnt sich der Admin als Jesse und teleportiert Stella mit ihm nach Beacontown. Die fünf (Jesse, Petra, Jack, Radar und Nurm) machen sich dann auf die Suche nach Xara.
In Xaras Zelle stellt sich heraus, dass der Admin in Wirklichkeit Romeo heißt, und Xara erklärt sich bereit, Jesse bei der Flucht zu helfen, unter der Bedingung, dass einer von ihnen (Nurm oder Lluna) zurückbleibt (damit der Sprengstoff nicht ausgelöst wird) und die Gefangenen aus dem Sunshine Institute entkommen. In den Höhlen ist der Aufseher wütend über die Flucht von Häftling X und enthüllt, dass Xara eine ehemalige Verwaltungsangestellte war. Gerade als der Direktor TNT zünden will, tötet Xara ihn mit einem Giftpfeil, und die sechs (Jesse, Petra, Radar, Jack, Xara und Nurm / Lluna) kämpfen gegen zahlreiche Kreaturen, darunter Creeper-Spinnen und dreiköpfige Ghasts. Xara enthüllt dann, dass es einen dritten Admin namens Fred gab, der während des Kampfes mit Xara gegen Romeo starb. Xara enthüllt auch, dass die einzige Möglichkeit, Romeo seine Kräfte zu nehmen, darin besteht, unter das Grundgestein zu gehen.
In einer Post-Credits-Szene stiehlt Romeo (als Jesse verkleidet) das Amulett des Ordens und ruft eine Wache herbei, um sie aufzuspüren.

#### Episode 4: Unter dem Bedrock
Unterhalb des Felsens machen sich die sechs (Jesse, Xara, Petra, Radar, Jack und Nurm/Lluna) auf den Weg in einen Turm. Plötzlich taucht ein riesiger Enderman auf und beginnt, den Turm zu zerlegen, aber die Gruppe entkommt nur knapp und macht sich auf den Weg zur Oase, einer Stadt, die angeblich eine automatisierte Farm hat. In der Oase angekommen, stellt sich heraus, dass die Stadt in Trümmern liegt. Xara ärgert sich über ein zerstörtes Bett, kommt aber schließlich darüber hinweg und erzählt Jesse, dass das Portal der einzige Weg nach Hause ist und dass sich die Geheimwaffe in Freds Haus in Fred's Keep befindet. Die Gruppe (Jesse, Petra, Radar, Jack und Nurm/Lluna) macht sich daraufhin mit einem Minenwagen auf den Weg zu Freds Bergfried.
Auf dem Weg zu Fred's Keep reißt der riesige Enderman einen Teil des Weges ab, wodurch die Gruppe getrennt wird. Jesse und Jack hängen am Rande einer Klippe und werden von Leuten in die Enge getrieben, die "nach Außenseitern schnüffeln" (einer von ihnen heißt PorkChop). Sie bieten ihre Hilfe im Tausch gegen ihre Schwerter an. Sollte der Spieler ihnen die Schwerter geben, werden PorkChop und Co. Jesse und Jack auf festen Boden helfen, bevor sie verschwinden. Lehnt der Spieler das Angebot ab, stürzt Jack in den sicheren Tod, während Jesse sich in Sicherheit bringen kann. Nichtsdestotrotz schafft es die Gruppe (Jesse, Petra, Radar, Nurm/Lluna und/oder Jack) nach Fred's Keep.
In Fred's Keep trifft die Gruppe auf Binta, die ihnen mitteilt, dass sie Freds Haus nur betreten können, wenn sie einen Quiz-Wettbewerb gewinnen, den Jesse annimmt. Jesse kann mit anderen Leuten in Fred's Keep sprechen, um mehr Informationen über Fred zu erhalten, z. B. über sein Lieblingswerkzeug oder den Namen seines Lieblingshuhns. Wenn Jesse schließlich den Wettbewerb gegen den Titelverteidiger Kent gewinnt, kann er das Haus frei nach der Waffe durchsuchen. Verliert Jesse den Wettbewerb, schleicht er sich ins Haus, um die Waffe zu finden. Es stellt sich jedoch heraus, dass es sich bei der "Waffe" in Wirklichkeit um Freds persönliches Tagebuch handelt. Nichtsdestotrotz ist Jesse davon überzeugt, dass die Menschen in Freds Keep ein viel besseres Leben oberhalb des Felsens haben werden. Binta trifft Vorbereitungen, während die Gruppe (Jesse, Petra, Radar, Nurm/Lluna und/oder Jack) nach Romeoburg aufbricht.
Auf dem Weg nach Romeoburg fahren die Minenkarren in ein paar Gräben, und Petra, Radar und Lluna/Nurm und/oder Jack werden von der Wache, die Romeo (als Jesse verkleidet) herbeigerufen hat, mit Tränken der Verlangsamung geschlagen. Nach einer Auseinandersetzung stellt sich heraus, dass es sich bei dem Wächter um Ivor handelt, und Ivor enthüllt, dass Romeo ihm das Amulett des Ordens gegeben hat, um "den Betrüger" (den echten Jesse) zu finden. Jesse legt Ivor mit einer vom Spieler gewählten Tarngeschichte rein, um Romeo zu täuschen, und im Gegenzug erlaubt Ivor Jesse die Benutzung des Amuletts. Ivor verschwindet daraufhin in einer Rauchwolke, und die Gruppe setzt ihren Weg nach Romeoburg fort.
In Romeoburg wird die Gruppe von Mitgliedern von Romeos vermeintlicher "Armee" konfrontiert, die sich jedoch nur als Plattenspieler entpuppt. Nachdem sie sie auf frischer Tat ertappt haben, lassen die beiden (Soup und Cal) sie herein und lassen sie an Romeos Todesherausforderung teilnehmen, bei der es um einen Haufen feindlicher Mobs geht, die mit Lava übergossen sind. Die Gruppe überlebt die Herausforderung und schafft es bis zu einer Hütte. In der Hütte spricht Petra mit Jesse darüber, dass sie nicht miteinander reden können, aber die beiden versöhnen sich und legen ihre Differenzen beiseite. Die beiden lösen dann ein Rätsel, um Romeos "Waffe" zu finden, die als "#Potato451" bekannt ist, und schaffen es zurück zur Oase.
Zurück in der Oase zündet Jesse das Feuerwerk, um den Leuten in Freds Keep ein Zeichen zu geben, und gibt Freds "Waffe" an Xara. Plötzlich erscheint ein riesiger Enderman und beginnt, das Portal zu zerstören, aber Jesse baut es schnell wieder auf. Der Spieler hat nun die Wahl, Radar als Ablenkung für den Enderman zurückzulassen oder Radar mitzunehmen, und die Gruppe geht durch das Portal. Zurück in der Oberwelt taucht die Gruppe (Jesse, Petra, Jack, Nurm/Lluna und Radar/Binta, Cam und Kent) am alten Tempel des Ordens auf. Jesse bemerkt, dass ein Feuerwerk gezündet wird, und sieht, dass Beacontown unter Romeos Kontrolle steht.
In einer Post-Credits-Szene trifft sich Lukas mit Romeo (als Jesse verkleidet) und fragt ihn, wo die anderen sind.

#### Episode 5: Über und noch mehr
Die Gruppe (Jesse, Petra, Jack, Nurm/Lluna und Radar/Binta, Cam und Kent) macht sich auf den Weg zum unterirdischen Beacontown. Dort angekommen, versucht die Gruppe, zum Kartenladen zu gehen, muss sich aber verstecken, da sie fast von Romeo (als Jesse verkleidet) entdeckt wird. Romeo sprengt daraufhin Champion City in die Luft oder tötet Xara. Jesse nimmt dann Olivia und Axel mit der Gruppe zum Kartenladen mit. Im Kartenladen sind Olivia und Axel erleichtert, dass der Verwalter nicht der echte Jesse ist, aber sie befürchten, dass sich die Leute gegen Jesse wenden könnten. Dennoch ist die Gruppe hoffnungsvoll, den Admin zu stoppen. Jesse sieht sich im Kartengeschäft um und findet einen Hebel, den er betätigt, um ein Paar Elytren freizulegen. Plötzlich hört die Gruppe klirrende Geräusche, und als Jesse nachforscht, stellt sich heraus, dass es sich um Nurm/Lluna handelt (die Person, die im Sunshine Institute zurückgelassen wurde). Ivor taucht ebenfalls auf, und er und Jack haben ein unangenehmes Gespräch. Die Gruppe schmiedet daraufhin einen Plan, um den Verwalter aufzuhalten: Sie verkleiden sich als Mitglieder der Feuerwerksgilde, Axel und Olivia lenken den Verwalter ab, Binta/Radar gibt Jesse einen Eimer Wasser und Petra und Jack warten in der Ordenshalle. Jesse zieht dann seine Rüstung aus, um sich als Romeo zu verkleiden, und geht nach draußen, um den Plan in Angriff zu nehmen. Draußen versucht Jesse sein Bestes, um sich in die Stadt einzugliedern, wird aber zweimal fast erwischt, als Romeo die Stadtbewohner kontrolliert. Trotzdem gelingt es Jesse, die Anzüge der Feuerwerksgilde zu bekommen. In dieser Nacht stellen Jesse, Jack, Petra und Binta/Radar ein Feuerwerk her, das es Jesse, Jack und Petra ermöglicht, sich auf den Turm zu begeben.
Im Turm werden die drei von den Ozelots (bestehend aus Lukas, Stampy Cat, Stacyplays und zahlreichen Bürgern) empfangen. Lukas verwechselt zunächst den echten Jesse mit dem Admin, aber Jesse kann Lukas vom Gegenteil überzeugen. Die Gruppe schafft es dann bis zum Zimmer des Admin, wo Romeo sie empfängt. Nachdem Jesse mit ihm geplaudert hat, meint Romeo, dass er es "nächstes Mal" besser machen kann, und beschließt, Jesses Welt mit Gestein zu bedecken. Die Gruppe schafft es gerade noch durch das Portal zum Terminal.
Im Inneren des Terminals findet die Gruppe zahlreiche Artefakte aus ihren vergangenen Abenteuern und nutzt das Wort des Übergangs, um einen goldenen Handschuh zu erhalten, der dem Admin seine Kräfte nehmen soll. Nach einem intensiven Kampf mit Romeo gewinnt Jesse die Oberhand und entzieht ihm seine Kräfte. Der Spieler kann wählen, ob er Romeo mitnimmt oder ihn zurücklässt, und die Gruppe kehrt durch das Portal nach Beacontown zurück.
Zurück in Beacontown tun Jesse und die anderen alles, was sie können, um Beacontown wiederaufzubauen. Der Spieler hat dann die Wahl, in Beacontown zu bleiben oder sich auf den Weg zu machen.
Entscheidet sich der Spieler dafür, in Beacontown zu bleiben, teilt Radar Jesse mit, dass er einen Brief von Aiden erhalten hat, in dem es darum geht, "sich zu rehabilitieren", und eine Notiz von "WP", in der er aufgefordert wird, "aufzupassen".
Entscheidet sich der Spieler, aufzubrechen, kann er wählen, ob Radar Beacontown leiten darf oder nicht. Petra fordert daraufhin Jesse zu einem Rennen auf.

## Spielprinzip und Technik
Das Spiel folgt dem episodischen Format, das Telltale in vielen seiner Videospiele verwendet. Der Spieler trifft die Entscheidungen und Handlungen, welche später Auswirkungen auf die späteren Story-Elemente hat. Das Spiel dreht sich um einen neuen Charakter namens Jesse. Der Charakter und seine Verbündeten versuchen die Welt zu retten, nachdem ein anderer Charakter des Spiels zuvor ein Desaster angerichtet hat. Es ist die Aufgabe der Helden den Orden des Steins wiederzuvereinigen. Die Spielwelt wird in 3D dargestellt und der Charakter wird aus verschiedenen Perspektiven gesteuert. Einige im Spiel vorhandene Dialoge laufen über das Multiple-Choice-Verfahren ab. Am Anfang des Spiels kann man das Geschlecht des Hauptcharakters Jesse wählen. Daher wurde der Charakter Jesse von zwei unterschiedlichen Personen synchronisiert, der männliche Jesse von Patton Oswalt, die weibliche Jesse von Catherine Taber.

## Entwicklungs- und Veröffentlichungsgeschichte
Die erste Staffel des Spiels enthielt acht Folgen, die zwischen dem 13. Oktober 2015 und dem 13. September 2016 Staffel 2 enthielt fünf Folgen, die zwischen dem 11. Juli 2017 und dem 19. Dezember 2017 erschienen.
Telltale Games kündigte an, drei weitere Episoden als zusätzliches Add-on für das Hauptspiel zu veröffentlichen. Diese downloadbare Erweiterung soll für alle Besitzer des Hauptspiels erhältlich sein.
Jedoch wurde die Lizenz von Mojang von Minecraft: Story-Mode - Season 1 und 2 ab dem 25. Juni 2019 nicht mehr unterstützt. Dies sei aufgrund von niedrigen Verkaufszahlen zwingend gewesen.

### Synchronisation

#### Staffel 1 (Netflix)
Staffel 1 wurde für das ursprüngliche Spiel nur in englischer Sprache veröffentlicht. Als Netflix das Spiel 2018 in ihr Repertoire hinzufügte, erschien damit auch die deutsche Synchronisation.
| Rolle          | Originalsprecher                                    | Deutsche Sprecher                                |
| -------------- | --------------------------------------------------- | ------------------------------------------------ |
| Jesse          | Patton Oswalt (männlich) Catherine Taber (weiblich) | Jens Wendland (männlich) Leonie Landa (weiblich) |
| Petra          | Ashley Johnson                                      | Anni Sultany                                     |
| Axel           | Brian Posehn                                        | Daniel Welbat                                    |
| Olivia         | Martha Plimpton                                     | Leonie Dubuc                                     |
| Lukas          | Scott Porter                                        | Patrick Stamme                                   |
| Reuben the Pig | Dee Bradley Baker                                   |                                                  |
| Ivor           | Paul Reubens                                        | Martin Sabel                                     |
| Gabriel        | Dave Fennoy                                         | Erik Schäffler                                   |
| Magnus         | Corey Feldman                                       | Rudolf Danielewicz                               |
| Ellegaard      | Grey Griffin                                        | Simona Pahl                                      |
| Soren          | John Hodgman                                        | Thomas Fitschen                                  |
| Aiden          | Matthew Mercer                                      | Flemming Stein                                   |
| Maya           | G.K. Bowes                                          | Marie Biermann                                   |
| Gill           | Phil LaMarr                                         | Alexander Merbeth                                |
| Founder / Isa  | Melissa Hutchison                                   | Uta Bremer                                       |
| Erzähler       | Billy West                                          | Kai Henrik Möller                                |

In weiteren Sprechrollen:
- Daniel Axt
- Gunnar Bergmann
- Mark Bremer
- Cornelia Dörr
- Linda Fölster
- Franciska Friede
- Jesse Grimm
- Martin Kruse
- Malte Meibauer
- Andreas Otto
- Christos Topulos[11][12]

#### Staffel 2
| Rolle              | Originalsprecher                                    | Deutsche Sprecher                                                                      |
| ------------------ | --------------------------------------------------- | -------------------------------------------------------------------------------------- |
| Jesse              | Patton Oswalt (männlich) Catherine Taber (weiblich) | Jens Wendland (männlich) Franciska Friede (ep.1,3), Leonie Landa (ep.2,4,5) (weiblich) |
| Petra              | Ashley Johnson                                      | Anni Sultany                                                                           |
| Radar              | Yuri Lowenthal                                      | Tim Kreuer                                                                             |
| Jack               | Fred Tatasciore                                     | Mario Hassert                                                                          |
| Brick              | Fred Tatasciore                                     | Mario Hassert                                                                          |
| Fred               | Fred Tatasciore                                     | Mario Hassert                                                                          |
| Nurm               | Mark Barbolak                                       | Thomas Fitschen                                                                        |
| Stampy Cat         | Joseph Garrett                                      | Thomas Fitschen                                                                        |
| Stella             | Ashley Albert                                       | Vanida Karun                                                                           |
| Vos                | Jean-Benoît Blanc                                   | Robert Missler                                                                         |
| Romeo / Der Admin  | Jean-Benoît Blanc                                   | Michael Bideller                                                                       |
| Lukas              | Scott Porter                                        | Tobias Diakow                                                                          |
| Der Aufseher       | Donovan Patton                                      |                                                                                        |
| Gefangene X / Xara | April Stewart                                       |                                                                                        |
| Binta              | Kimberly Brooks                                     |                                                                                        |
| Ivor               | Paul Reubens                                        |                                                                                        |
| Axel               | Brian Posehn                                        |                                                                                        |
| Olivia             | Natasha Loring                                      | Leonie Dubuc                                                                           |
| Fanmädchen         | Katrina Carras                                      | Leonie Dubuc                                                                           |
| Nell               | Julianne Buescher                                   |                                                                                        |
| Stacy Plays        | Stacy Hinojosa                                      | Tanja Dohse                                                                            |

In weiteren Sprechrollen:
- Achim Buch[13]

## Rezeption
Die deutsche PC Games merkte im Rahmen einer Rezension der ersten Staffel positiv an, dass das Spiel den grafischen Charakter der Vorlage gut einfange und diverse Anspielungen auf das Original vorweise. Die Story des Spiels sei allerdings generisch, voller Klischees und künstlich in die Länge gezogen. Den ausufernden Dialogen stünden so gut wie keine spielerischen Elemente gegenüber; die Rätsel des Spiels bestünden größtenteils aus dem Betätigen von Hebeln, die dem Spieler zudem zu Beginn einer Szene gezeigt würden.
Die einzelnen Episoden wurden von Reviewseiten auf verschiedenen Plattformen getestet und bewertet:
Episode 1
- Metacritic:
  - PC: 70 Punkte[15]
  - PlayStation 4: 75 Punkte[16]
  - Xbox One: 79 Punkte[17]

Episode 2
- Metacritic:
  - PC: 54 Punkte[18]
  - Xbox One: 63 Punkte[19]
  - Playstation 4: 53 Punkte

Kritisiert wurde unter anderem die Kürze der zweiten Episode im Gegensatz zu der Länge der ersten Episode.
Episode 3
- Metacritic:
  - PC: 76 Punkte[20]
  - PlayStation 4: 71 Punkte[21]
  - Xbox One Version: 77 Punkte[22]

Episode 4
- Metacritic:
  - PC: 68 Punkte
  - Playstation 4: 72 Punkte
  - Xbox One: 71 Punkte

Episode 5
- Metacritic:
  - PlayStation 4: 72 Punkte[23]
  - PC: 70 Punkte
  - Xbox One: 69 Punkte

Episode 6
- Metacritic:
  - PC: 64 Punkte
  - Xbox One: 71 Punkte

Episode 7
- Metacritic:
  - PC: 69 Punkte
  - Xbox One: 71 Punkte
  - Playstation 4: 68 Punkte

Episode 8
- Metacritic:
  - PC: Noch keine Bewertung verfügbar
  - Playstation 4: 69 Punkte
  - Xbox One: Noch keine Bewertung verfügbar